# HD 4308 b
HD 4308 b是一颗质量较小的类木行星，围绕HD 4308运转。这颗行星离恒星很近，它的轨道接近圆形。